# Доброславська селищна територіальна громада
Доброславська селищна територіальна громада — територіальна громада в Україні, у Одеському районі Одеської області. Утворена 17 липня 2020 року в результаті об'єднання Доброславської селищної ради із Шомполівською, Кремидівською та Трояндівською сільськими радами. Адміністративний центр — с-ще Доброслав.
Перші вибори відбулися 25 жовтня 2020 року.

## Склад громади
Староста  Кремидівського старостинського округу: Реконвальд Євгенія Парфирівна
Староста Шомполівського старостинського округу: Стружак Олександр Андрійович
Староста Трояндівського старостинського округу: Чеботарьова Ольга Миколаївна
В складі громади два селища (Доброслав і Степове) та 15 сіл:
- Благодатне
- Великі Ламзаки
- Вовківське
- Зоринове
- Касяни
- Кремидівка
- Нове
- Ониськове
- Ставки
- Старі Шомполи
- Трояндове
- Улянівка
- Христо-Ботеве
- Шевченкове-Кут
- Якова